# Betsiboka (région)

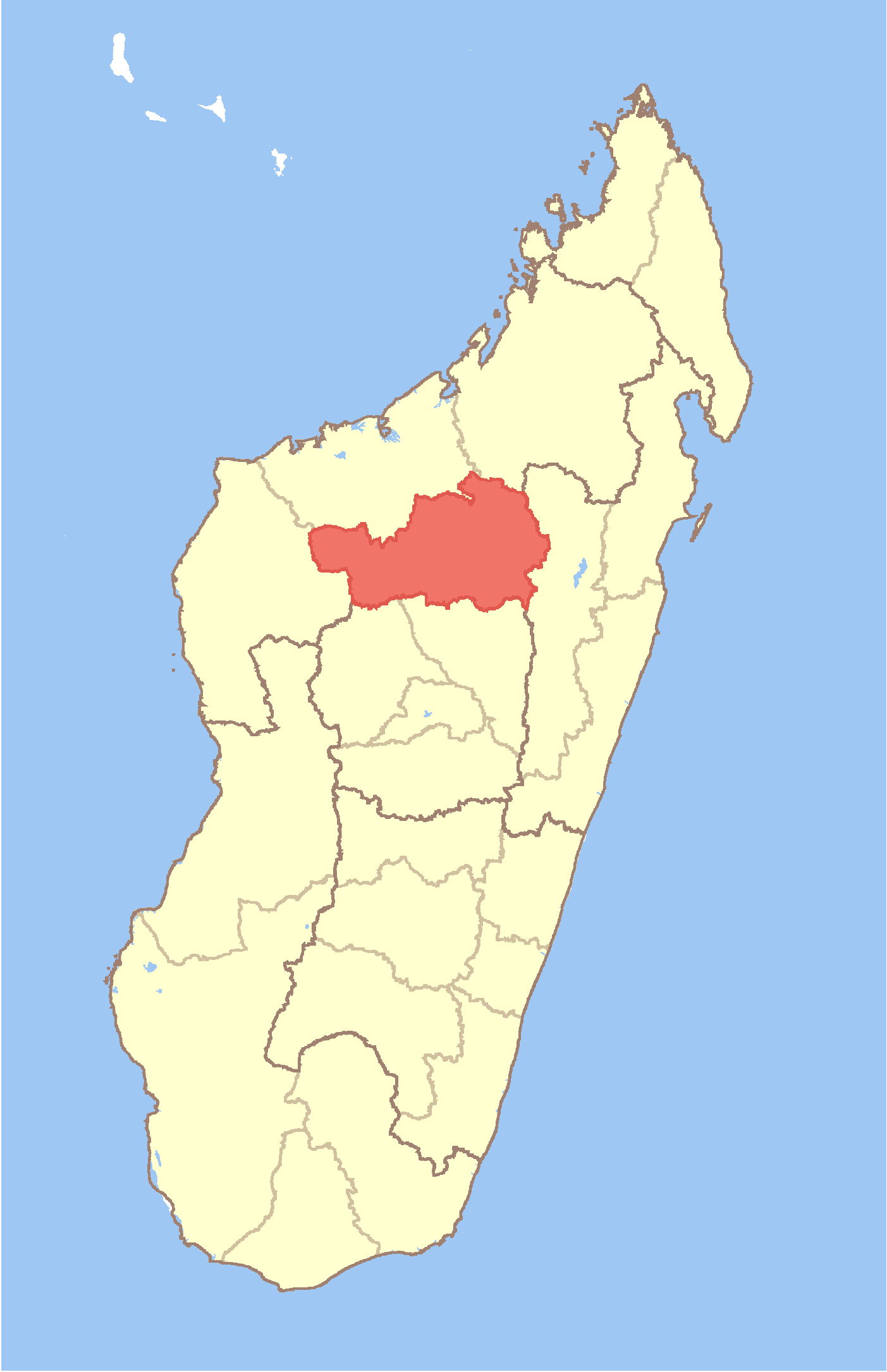
Localisation de la région de Betsiboka à Madagascar.

Betsiboka est l'une des vingt-trois régions de Madagascar. Elle est située dans la province de Majunga, dans le nord de l'île.

## Géographie
La région est frontalière des régions de Boeny au nord, de Sofia au nord-est, d'Alaotra-Mangoro à l'est, d'Analamanga et de Bongolava au sud et de Melaky à l'ouest. La capitale de la région est Maevatanana. La population est estimée à 236 500 habitants en 2004 sur une superficie de 30 025 km². Betsiboka est l'une des régions les moins peuplées de Madagascar.

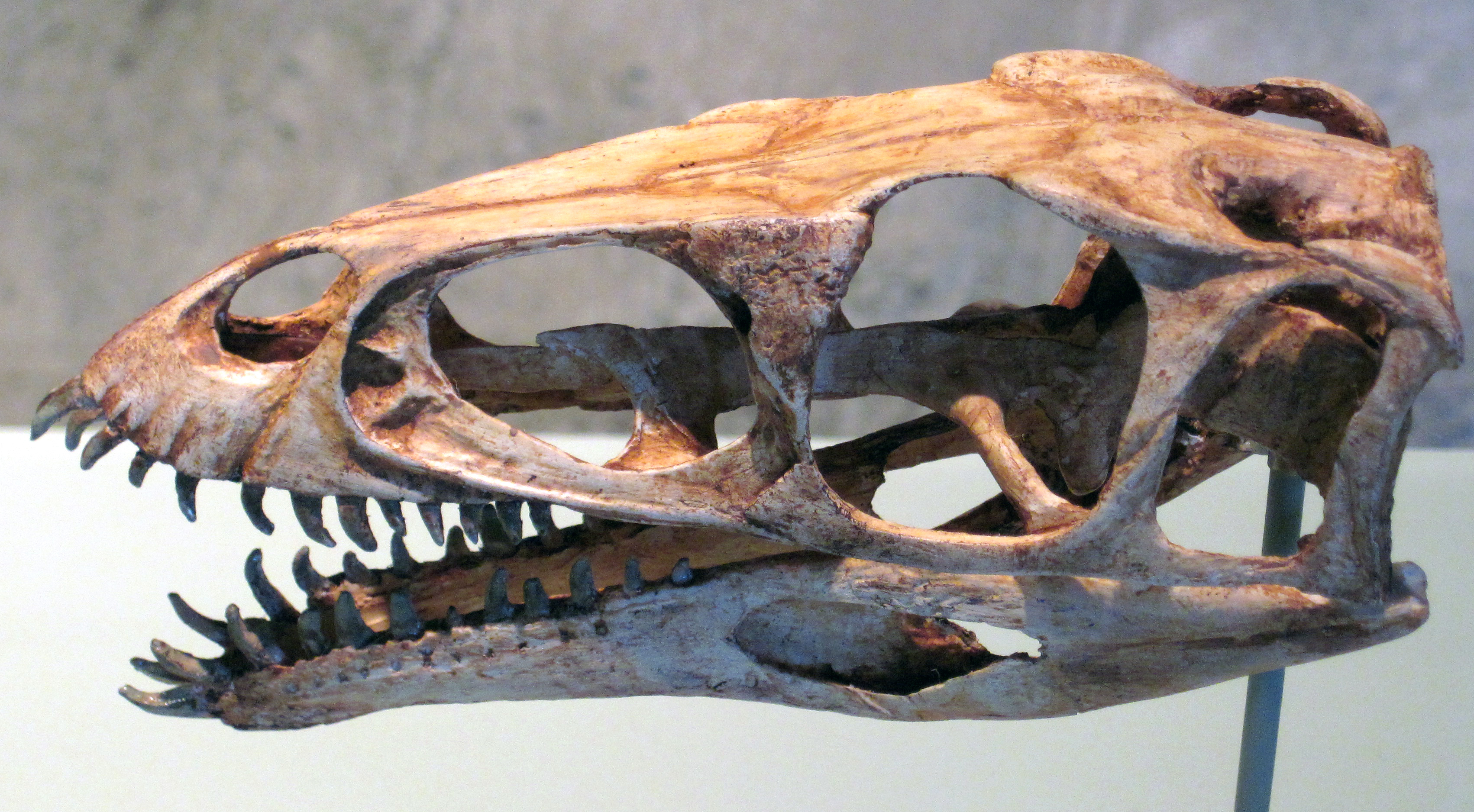
Des fossiles trouvés près de Berivotra, Betsiboka

## Administration
Elle est divisée en trois districts :
- District de Kandreho
- District de Maevatanana
- District de Tsaratanana